# Gaétan Billa
Pour les articles homonymes, voir Billa.
Gaétan Billa, né le 21 septembre 2000 à Dax, est un escrimeur français. Il pratique l'épée.

## Palmarès
- Championnats du monde
  -  Médaille d'argent par équipes aux championnats du monde de 2023 à Milan

- Championnats d'Europe
  -  Médaille d'or par équipes aux championnats d'Europe de 2025 à Gênes

- Épreuves de Coupe du monde
  - Saison 2022/2023 :  Médaille de bronze individuelle à Budapest[1]

## Classement en fin de saison
| Année | 2022 | 2023 |
| ----- | ---- | ---- |
| Rang  | 119  | 28   |